# Austroaeschna unicornis
Austroaeschna unicornis är en trollsländeart. Austroaeschna unicornis ingår i släktet Austroaeschna och familjen mosaiktrollsländor.

## Underarter
Arten delas in i följande underarter:
- A. u. speciosa
- A. u. unicornis
- A. u. cooloola